# Charles Rogelet
Charles Rogelet est un entrepreneur dans l’industrie lainière. Il a participé très activement à la vie de la cité de Reims et est à l’origine de l’établissement d’enseignement Saint-André à Reims.

## Biographie
Louis Charles Rogelet est né à La Neuville-à-Maire le 21 avril 1810 et mort à Reims le 8 janvier 1894.
Il est le fils de Jean-Baptiste Rogelet et de Jeanne Marie Tinant.
Il se marie le 27 janvier 1845 avec Adèle Ernestine Contreau avec qui il aura 3 enfants dont Edmond et Henri Louis.
Il commence a travailler comme simple employé chez Gillet-Panet, puis chez Croutelle, usine installé dans le quartier Fléchambault.
Il s’associera avec ses anciens employeurs pour fonder une maison très importante.
Il créera également, en Alsace près de Guebwiller, les établissements de Bûhl, qui seront repris par son fils Edmond Rogelet.
Il fait construire rue saint André un groupe scolaire qui deviendra plus tard l’établissement Saint André.
Il repose au cimetière du Nord de Reims.

## Engagements politiques et locaux
- Administrateur de la Banque de France,
- Conseiller municipal,
- Adjoint au maire Simon Dauphinot,
- Membre de la chambre de commerce de Reims,
- Il fonde une société mutuelle, la société l’Anonyme, dont il devient le président.

## Hommage
Le 20 novembre 2009, en présence de Monseigneur Jordan, Archevêque de Reims, le nouvel amphithéâtre aménagé dans l’ancienne chapelle du Petit Séminaire, est inauguré et baptisé « Amphithéâtre Charles Rogelet » en hommage à Louis Charles Rogelet bienfaiteur de l’établissement Saint André.

## Décoration
- Chevalier de la Légion d'honneur par décret du 30 juin 1867[6].